# Rinzen

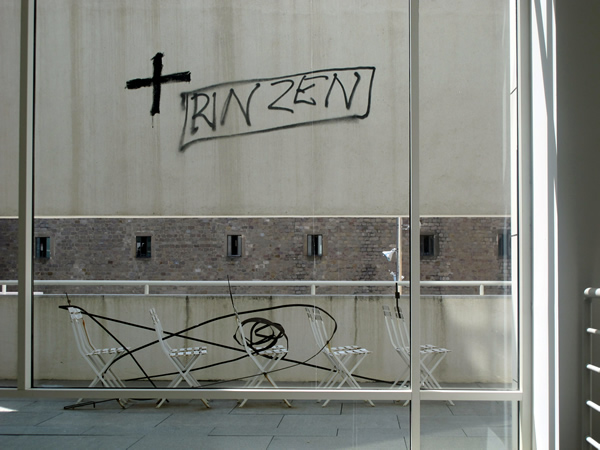

Rinzen es una escultura de Antoni Tàpies ubicada en el Museo de Arte Contemporáneo de Barcelona, se incorporó a la colección del museo gracias a una donación de la petrolera española Repsol a la Fundación MACBA.
Fue diseñada para el Pabellón de España en la XLV Bienal de Venecia de 1993 y ganó el León de Oro por este evento. Seis años después, en 1998, la obra fue instalada de forma permanente en el MACBA.